# Tri Bourne
Tri Bourne (Kailua, 20 juni 1989) is een beachvolleyballer en volleyballer uit de Verenigde Staten. Hij deed eenmaal mee aan de Olympische Spelen.

## Carrière

### Zaal
Bourne begon in 2001 met zaalvolleybal bij de Outrigger Canoe Club en speelde in 2007 voor Maryknoll Highschool in Honolulu. Van 2008 tot en met 2011 volleybalde hij als hoekspeler/libero aan de University of Southern California voor de USC Trojans. Met de Amerikaanse juniorenploeg won hij in 2008 een bronzen medaille bij het NORCECA-kampioenschap onder 21 in El Salvador en eindigde hij in 2009 op een achtste plaats bij het WK onder 21 in Pune.

### Beach

#### 2012 tot en met 2016
Bourne begon zijn professionele beachvolleybalcarrière in 2012 toen hij met verschillende partners in de AVP Tour en andere Amerikaanse competities actief was. Van 2013 tot en met 2016 vormde hij een team met John Hyden. Het eerste jaar namen ze deel aan zeven toernooien in de AVP Tour en behaalden ze vier podiumplaatsen. In Santa Barbara en Huntington Beach eindigden ze als tweede en in Cincinnati en Saint Petersburg kwamen ze tot een derde plaats. Internationaal maakte Bourne met Derek Olson zijn debuut in de FIVB World Tour met een vijfde plaats in Durban. In 2014 waren Bourne en Hyden actief op zeven AVP-toernooien, waarbij ze tot zes podiumplaatsen kwamen. Het duo won in Milwaukee, eindigde als tweede in Huntington Beach en behaalde derde plaatsen in Saint Petersburg, Salt Lake City, Manhattan Beach en Cincinnati. In de World Tour namen ze deel aan elf toernooien. Ze wonnen de Grand Slam van Berlijn en bereikten de kwartfinales in Stavanger, Klagenfurt en Stare Jabłonki.
Het seizoen daarop was het duo actief op acht reguliere FIVB-toernooien met twee vijfde plaatsen (Gstaad en Olsztyn) als beste resultaat. Bij de wereldkampioenschappen in Nederland bereikten Bourne en Hyden de kwartfinale waar ze werden uitgeschakeld door de Nederlanders Reinder Nummerdor en Christiaan Varenhorst. In eigen land wonnen ze de toernooien van Mason en Huntington Beach en behaalden ze een tweede plaats in Manhattan Beach en een derde plaats in Seattle. In 2016 volgden tweede plaatsen Manhattan Beach en Chicago. Internationaal namen ze dat seizoen deel aan zeventien toernooien. In Xiamen werd het tweetal tweede en in Doha en Sotsji behaalde het duo de bronzen medaille. Daarnaast bereikten ze in Puerto Vallarta, Fuzhou, Cincinnati en Olsztyn de kwartfinale. Ze sloten het seizoen af met een derde plaats bij de World Tour Finals in Toronto.

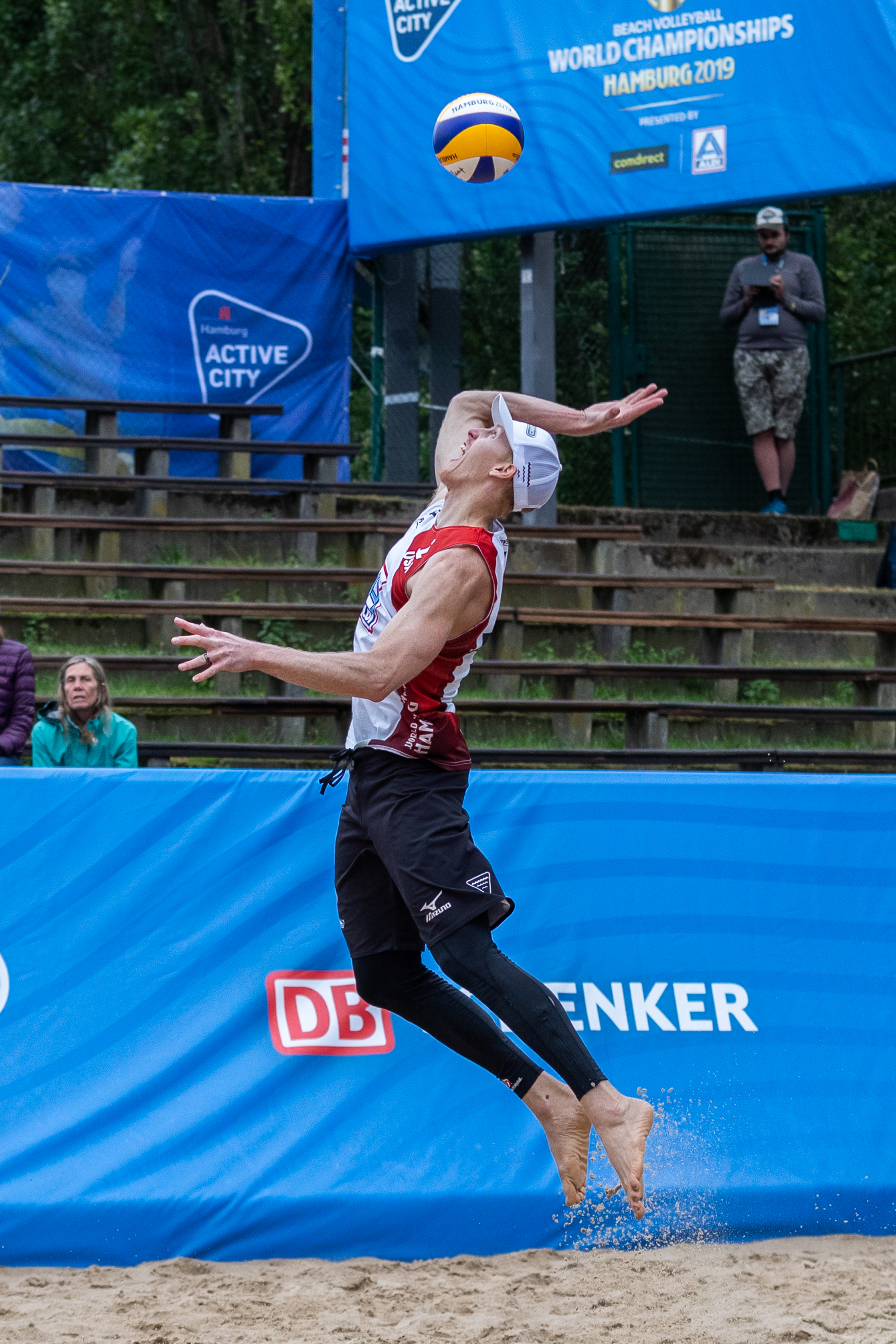
Bourne in actie tijdens de WK in Hamburg (2019)

#### 2018 tot en met 2022
Na een pauze van twee jaar hervatte Bourne in de zomer van 2018 zijn beachvolleybalcarrière aan de zijde van Trevor Crabb. Het duo speelde drie wedstrijden in de AVP Tour en behaalde een derde plaats op het strand van Waikiki. Het jaar daarop kwamen ze bij drie toernooien tot een derde plaats in Huntington Beach. Op mondiaal niveau namen ze gedurende het seizoen 2018/19 deel aan elf reguliere toernooien. Ze boekten een overwinning in Qinzhou en behaalden vierde plaatsen in Las Vegas en Jinjiang en vijfde plaatsen in Itapema en Tokio. Bij de WK in Hamburg bereikten Bourne en Crabb de halve finale die verloren werd van de latere wereldkampioenen Vjatsjeslav Krasilnikov en Oleg Stojanovski; in de strijd om het brons waren de Noren Anders Mol en Christian Sørum in drie sets te sterk. In het daaropvolgende seizoen dat door de coronapandemie werd ingekort, deden ze mee aan twee toernooien met een derde plaats in Chetumal en een negende plaats in Doha als resultaat. Bij de drie AVP-toernooien in Long Beach kwamen ze tot een overwinning en twee derde plaatsen.
In 2021 namen Bourne en Crabb deel aan drie toernooien in eigen land, waarbij ze tot een eerste (Manhattan Beach), een tweede (Chicago) en een derde plaats (Atlanta) kwamen. In de World Tour waren ze actief op zeven toernooien met twee vijfde plaatsen in Cancun en Sotsji als beste resultaat. Daarnaast deed Bourne op het laatste moment met Jake Gibb mee aan de Olympische Spelen in Tokio als vervanger van Taylor Crabb die vlak voor de Spelen positief op corona testte. Bourne en Gibb bereikten de achtste finale waar ze werden uitgeschakeld door de Duitsers Julius Thole en Clemens Wickler. Het jaar daarop namen Bourne en Crabb deel aan acht AVP-toernooien waarbij ze drie overwinningen behaalden (Fort Lauderdale, Manhattan Beach en Chicago). In Tavares en Austin eindigden ze respectievelijk op de tweede en derde plaats. In de Beach Pro Tour – de opvolger van de World Tour – deden ze mee aan vijf toernooien waarbij ze niet verder kwamen de drie negende plaatsen. Bij de WK in Rome moest het duo in de achtste finale verstek laten gaan omdat Crabb ziek was geworden. Na afloop van het seizoen gingen Bourne en Crabb als team uit elkaar.

#### Vanaf 2023
Bourne vormt sinds 2023 een team met Chaim Schalk. In de Verenigde Staten behaalden ze dat jaar een eerste plaats in New Orleans, een tweede plaats in Huntington Beach en een derde plaats in Hermosa Beach. In de Beach Pro Tour bereikten ze bij zeven toernooien viermaal de kwartfinale (Itapema, Uberlândia, Jūrmala en Espinho).

## Palmares
Kampioenschappen
- 2015: 5e WK
- 2019: 4e WK
- 2021: 9e OS
- 2022: 9e WK

FIVB World Tour
- 2014:  Grand Slam Berlijn
- 2015:  Doha Open
- 2016:  Xiamen Open
- 2016:  Sotsji Open
- 2016:  World Tour Finals Toronto
- 2018:  3* Qinzhou
- 2019:  4* Chetumal

## Persoonlijk
Bourne is de jongste van vier kinderen. Zijn ouders waren beiden triatleten. Bourne is in 2017 getrouwd en werd in 2019 vader.